# 川越的場バスストップ
川越的場バスストップ（かわごえまとばバスストップ）は、埼玉県川越市の関越自動車道上にあるバス停である。

## 概要
埼玉県道15号川越日高線と関越自動車道が交差する付近にある。下りは乗車専用・上りは降車専用となっており、池袋駅方面との直接の行き来は出来ない。
当バス停の位置には関越自動車道が供用を開始した際、道路維持管理用の路側帯があらかじめ設けられており、この路側帯を活用してバス停を増設したものである。

## 歴史
- 2006年4月20日 - 開設。

## 停車する路線
- 東京 - 長岡・新潟線（西武バス・新潟交通・越後交通[1]）
- 東京 - 上越線（西武バス・越後交通・頸城自動車）
- 東京 - 富山・高岡・氷見線（西武バス・富山地方鉄道）
- 新宿・池袋 - 長野線（京王バス・長電バス・アルピコ交通）
- 池袋 - 軽井沢・佐久・小諸・上田線（西武バス・西武観光バス・千曲バス）
  - 佐久線 佐久方面
  - 小諸・上田線 小諸・上田・別所温泉方面
  - 軽井沢線 軽井沢方面
- 池袋 - 苗場スキー場線（苗場ホワイトスノーシャトル）（西武観光バス）※冬季のみ運行
- 尾瀬号 新宿方面(下車のみ)（関越交通） ※季節運行

## 周辺
高架下は埼玉県道15号川越日高線で、そこに的場一丁目バス停がある。周囲にはドラッグストア、ファミリーレストラン、回転寿司店、川越名物の菓子店、スーパーマーケット、レンタカー店などロードサイド店舗がある。

## アクセス

### 鉄道
- JR川越線「的場駅」より徒歩約10分
- 東武東上線「霞ヶ関駅」より徒歩約30分

### 一般路線バス
東武バスウエスト・西武バス・川越シャトル 的場一丁目バス停からすぐ
- 東武バスウエスト
  - [鶴ヶ島05] 鶴ヶ島駅 - いせはら団地 - 笠幡駅 - 的場一丁目 - サイボク
- 西武バス
  - [川越35] 本川越駅 - 川越駅西口 - 的場一丁目 - かすみ野
  - [川越36] 川越駅西口 - 的場一丁目 - かすみ野
- 川越シャトル
  - [12]  霞ヶ関駅北口 - 的場 - 的場一丁目 - 笠幡駅 - 西後楽会館

東武バスウエスト いせはら団地バス停より700m
- 東武バスウエスト
  - [鶴ヶ島03] 鶴ヶ島駅 - いせはら団地

## 隣
E17 関越自動車道
(4)川越IC - 川越的場BS - (4-1)鶴ヶ島JCT - (5)鶴ヶ島IC